# Nullgerät
Als Nullgerät, englisch null device, wird in der EDV ein virtuelles Ausgabegerät bezeichnet, das alles verwirft, was auf das Gerät geschrieben wird. Als Gerätedatei ist es damit auch die Implementierung des Nullwerts auf Dateisystemebene.

## Implementierung
So gut wie alle Betriebssysteme besitzen eine virtuelle Gerätedatei für das Nullgerät. Obwohl die Bezeichnungen unterschiedlich sind, so ist doch die Funktion im Grunde dieselbe.
Bezeichnungen für das Nullgerät:
- Unix bzw. unixoide Betriebssysteme: /dev/null (nicht zu verwechseln mit /dev/zero)
- CP/M und DOS: NUL: oder NUL.
- OpenVMS: NL:
- AmigaOS: NIL:
- Windows NT: NULL bzw. \Device\Null

## Verwendung

### Umlenkung der Datenströme
Das Nullgerät wird immer dann verwendet, wenn eine Ausgabe zwar scheinbar verarbeitet, im Grunde aber verworfen werden soll, ohne dabei jedoch einen Fehler am Ausgabegerät anzuzeigen. Gerade in Stapelverarbeitungen, wie Batch-Dateien unter PC-kompatiblem DOS oder unter Windows oder Shellskripten unter Unix oder Windows, wird das Nullgerät oft verwendet, um die Ausgabe von Kommandos zu unterdrücken. Dies wird durch die Umlenkung der Standard-Datenströme erreicht.
Beispiel der Anwendung unter PC-kompatiblem DOS wie MS-DOS:
```
path c:\dos >nul
```

Sollte das Verzeichnis C:\DOS existieren, so wird es in den Suchpfad eingebunden. Existiert es jedoch nicht, so würde eine (unschöne und unprofessionell wirkende) Fehlermeldung auf dem Bildschirm angezeigt, die nun jedoch an das Nullgerät NUL: umgeleitet und somit nicht mehr angezeigt wird.
Beispiel mit Bash, z. B. unter Linux:
```
cat
 
/proc
/uptime 1> /tmp/uptime.txt 2>/dev/null
```

Führt das Kommando cat /proc/uptime aus und schreibt die Ausgabe stdout per 1>in die Datei /tmp/uptime.txt, Fehlermeldungen an stderr hingegen werden per 2> an das Nullgerät umgeleitet und weder am Bildschirm ausgegeben, noch in die Datei /tmp/uptime.txt geschrieben.

### Verwendung auf Ebene des Dateisystems
Nicht nur unter unixoiden Systemen kann das Nullgerät (gemäß dem Unix-Motto Everything is a file) wie eine reguläre Datei verwendet werden:
```
cp
 /dev/null leer.txt
```

Diese Eingabe erstellt eine leere Datei leer.txt, indem das Nullgerät wie eine Datei kopiert wird. Die Ausgabe von /dev/null ist immer End of File, sodass die neu kopierte Datei leer.txt leer ist. Dasselbe funktioniert u. a. auch unter MS-DOS:
```
copy nul leer.txt
```